# Zapole (rejon mostowski)
Zapole (biał. Заполле; ros. Заполье) – wieś na Białorusi, w obwodzie grodzieńskim, w rejonie mostowskim, w sielsowiecie Dubno.
Wieś należała do ekonomii grodzieńskiej. Nosiła wówczas nazwę Koniuchi. W dwudziestoleciu międzywojennym leżała w Polsce, w województwie białostockim, w powiecie grodzieńskim, w gminie Dubno. Znajdowała się tu wówczas siedziba nadleśnictwa Mosty oraz leśnictwa Zapole. W 1921 wieś zamieszkiwało 661 osób, z których 645 było Białorusinami wyznania prawosławnego, a 16 Polakami wyznania rzymskokatolickiego.
W pobliżu wsi znajduje się przystanek kolejowy Zapole, położony na linii Mosty – Grodno.